# 自然

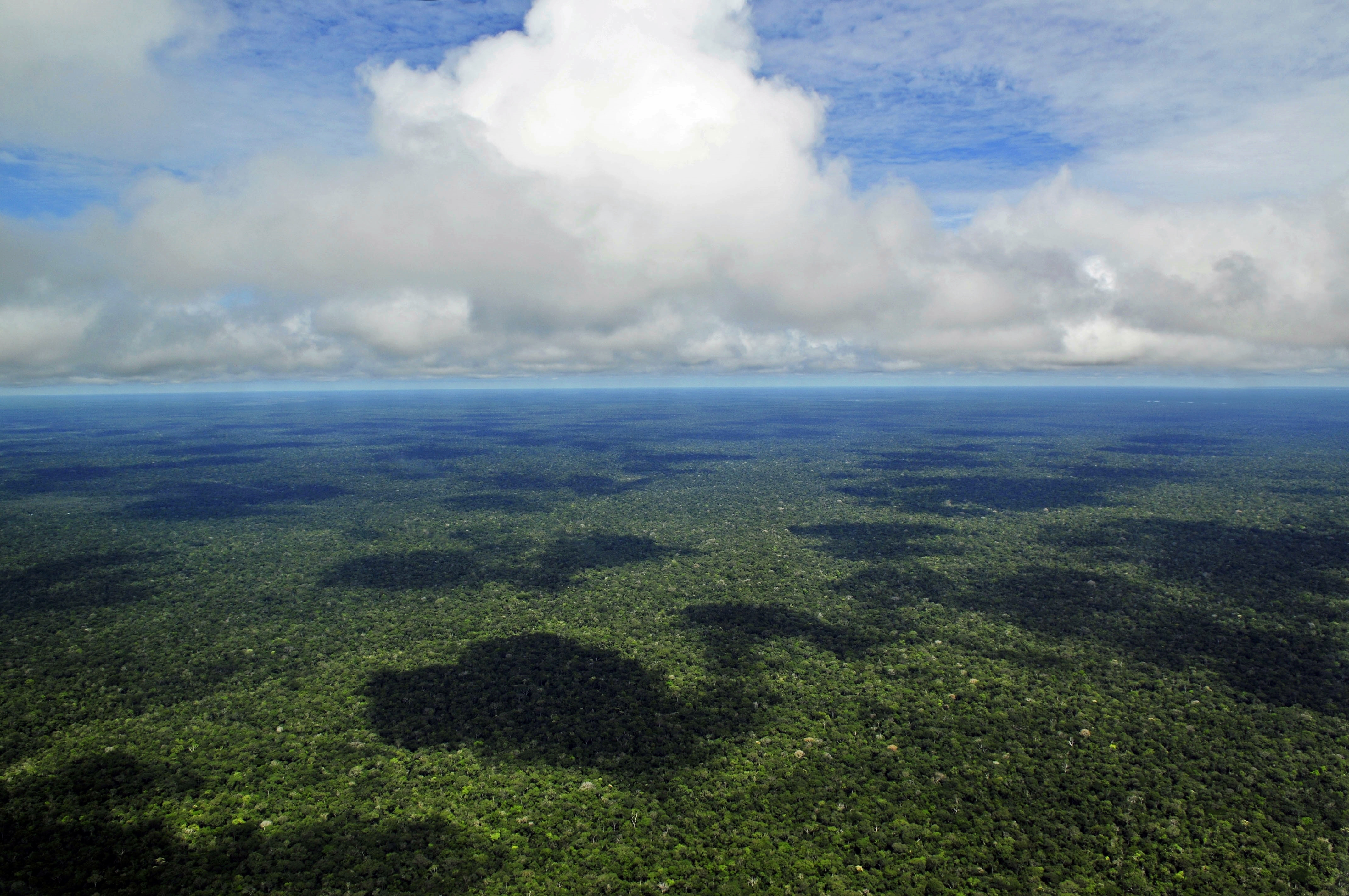
南美洲的亚马逊雨林是世界上最大、生物多样性最丰富的热带雨林。

自然（英語：Nature），或稱自然界、大自然，是指不断运行演化的宇宙萬物，包括生物界和非生物界两个相辅相成的体系。 

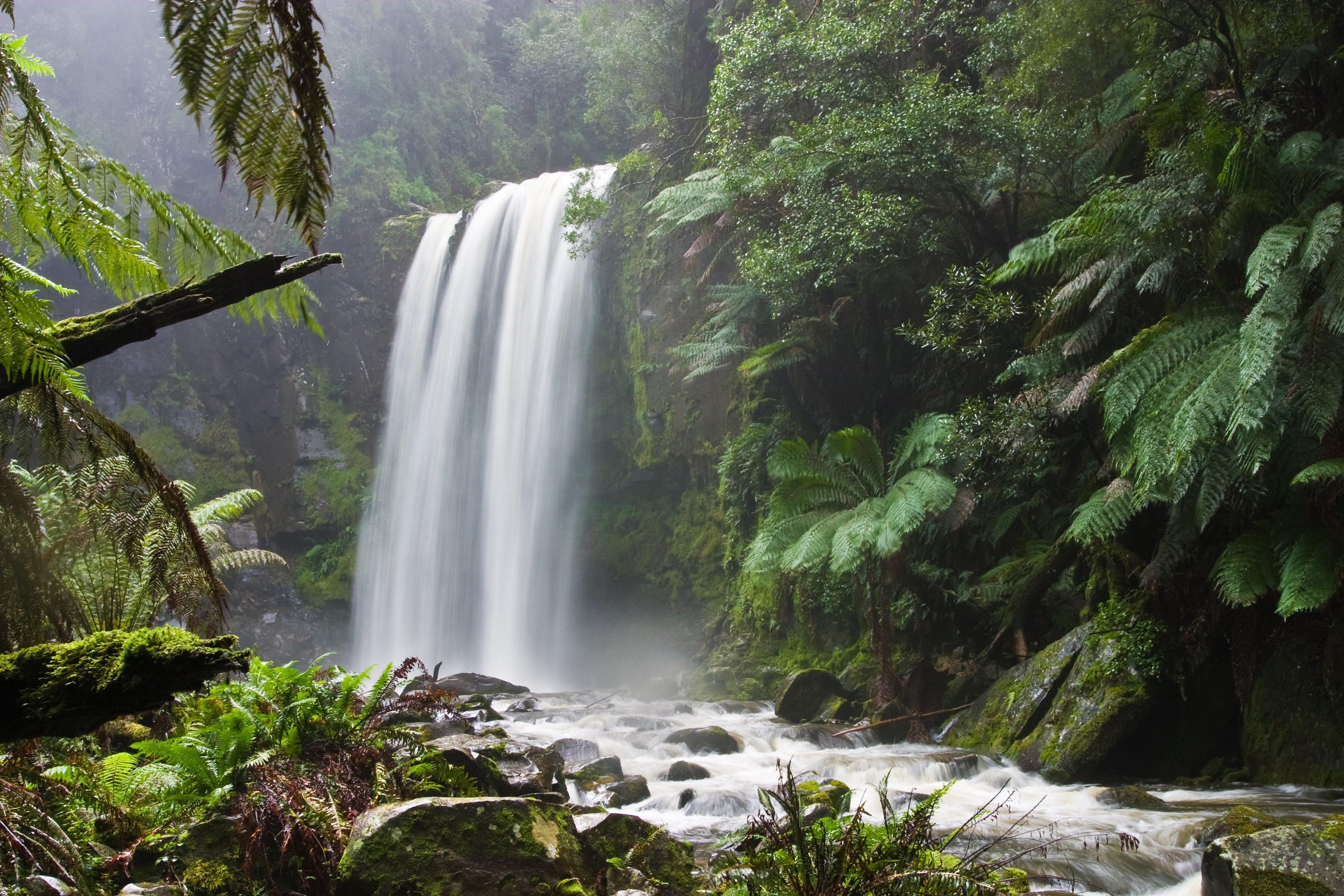
澳洲維多利亞州霍普敦瀑布（Hopetoun Falls）。这是一组较为靜態的自然景觀。

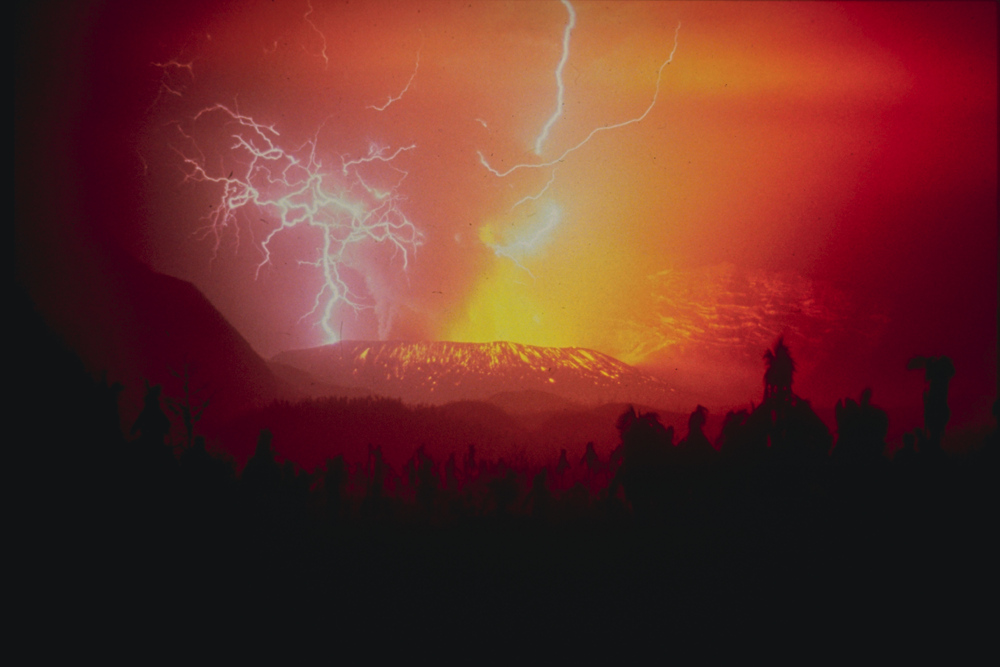
1982年印尼加隆贡火山（Galunggung）喷发，在闪电的映衬下展示出不同自然現象的組合。

人类所能理解的自然現象包括：生物界的基因模因、共识主动、意识行为、社会活动和生态系统等；宇宙间的天使粒子、次原子粒子、星系星云和黑洞白洞等。
因應人类對不能理解與預測的自然現象引申出宗教信仰、灵魂观念或神明信念等现象，並称为超自然现象。从对超自然现象的探索，到对自然现象的认知，是人类逐渐理解自己、适应生存环境和丰富社会活动的过程。

## 词汇来源

### 汉语
「自然」古文本意「自」行「燃燒」叫做「自然」，顯示創造此字詞的古人已知萬物運行的背後，本質是以能量自發形式做出不同的呈現，而並非"金、木、水、土..."等它物為本質。
汉语来自老子，其中，“自然”一词共出现5次，分别见于十七章、二十三章、二十五章、五十一章和六十四章。
主条目：顺其自然 （页面存档备份，存于）

#### 謂我自然
老子在讨论太上是否存在时，引用了“自然”这一民间流传的词汇。并进一步论述了人、地、天、道和自然的关系，人受地的制约，地受天的制约，天受道的制约，道受自然的制约；即“人法地，地法天，天法道，道法自然"。
老子看来，虽然关于“太上”的存在与否，是仁者见仁，智者见智；但是，百姓都用“自然”来形容由于“太上”而产生的现象。他说：“太上，敬畏者们晓得存在；有人顶礼膜拜；有人敬而远之；有人挖苦讽刺。因为没有足够的证据，来证明“太上”的存在，所以信不信由自己。（太上）悠然自得，少言寡语。待到硕果累累时，百姓公认我（太上）是自然。"
“太上，下知有之；其次，親而譽之；其次，畏之；其次，侮之。信不足，焉有不信焉。悠兮，其貴言。功成事遂，百姓皆謂我自然。”《老子》第十七章
- 太上[15]和谷神，是当时的两种原始宗教，老子用来形容他所理解地，“似萬物之宗”、使“萬物並作”和“谷神不死”的“道”。[16][17]
- 下，是对“太上”的敬畏者。有关老子的“太上”、“下”和第十七章的解释，也是仁者见仁，智者见智。[18]

#### 道法自然
“有物混成，先天地生。寂兮寥兮，獨立不改，周行而不殆，可以為天下母。吾不知其名，字之曰道，強為之名曰大。大曰逝，逝曰遠，遠曰反。故道大，天大，地大，王亦大。域中有四大，而王居其一焉。人法地，地法天，天法道，道法自然。“《老子》第二十五章

### 外语
英文的Nature來自拉丁文Natura，意即天地萬物之道（the course of things, natural character） Natura 希臘文physis（φύσις）的拉丁文翻譯，原意為植物、動物及其他世界面貌自身發展出來的內在特色，而φύσις在最早的文獻意義為植物。作為自然為整體的概念──物理學宇宙，是由原本的意義所而伸出來的眾多解釋之一；φύσιν一字最早由前蘇格拉底哲學家主要使用，並自此漸漸廣泛流傳開來。她的用法因為現代科學方法在幾世紀前出現而確立。

### 应用领域
自然是人们观察物质现象和行为状态时所常用词汇。可以是眾多有生命的動植物種類的普遍領域，部分則指無生命物體的相關過程──特定物件種類自己本身的存在和改變的方式，例如地球的天氣及地質，與及形成那些物件種類的物質和能量。很多時候被意指为“自然環境”或“荒野”──野生動物、岩石、森林、沙灘及本質上未受人類介入，或是即使人類介入仍然存留的東西。這種仍然流傳到現在的自然物體的傳統概念意味著自然與人工的区分，後者被理解為由人類所帶來的或是類似人類的意識或心靈，也被用在超自然现象中。人工物體及人類間的相互作用，在常見使用中並不視為自然的一部分，除非被界定的是人性或「大自然全體」。
關於圍繞並影響著生物體或其社群的實物、狀態與影響力之集合體，則用「環境（物件群集）」一詞。對於生物學分支下的生物體及棲地之間的關係與互動，應用「生態學」一詞。

## 地球

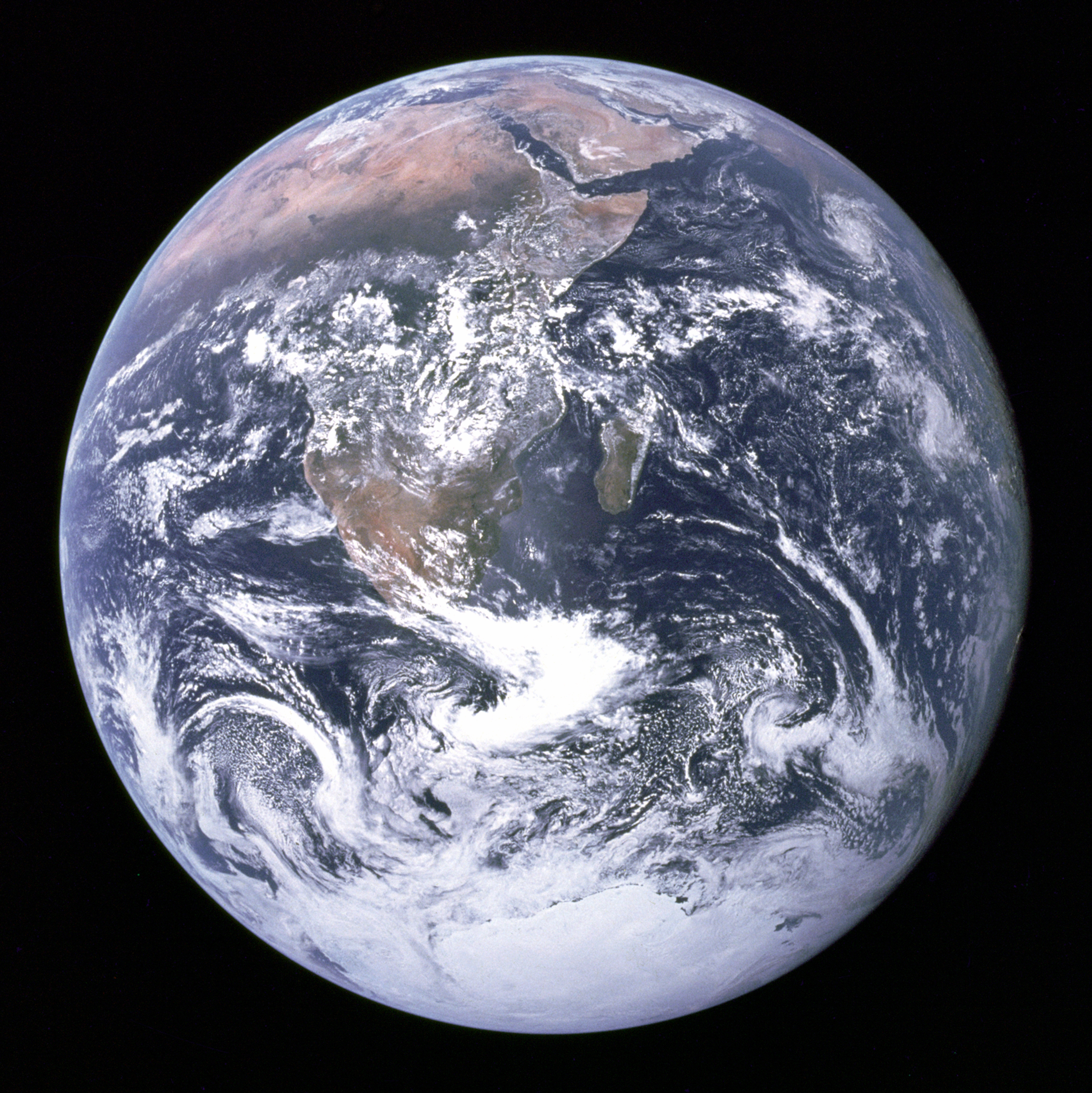
1972年阿波羅17號（他是第一個登上月球並且平安返回地球的人類）上太空人拍攝的地球景象。该圖是唯一一幅完全受到陽光照射的地球半球相片。

### 概論

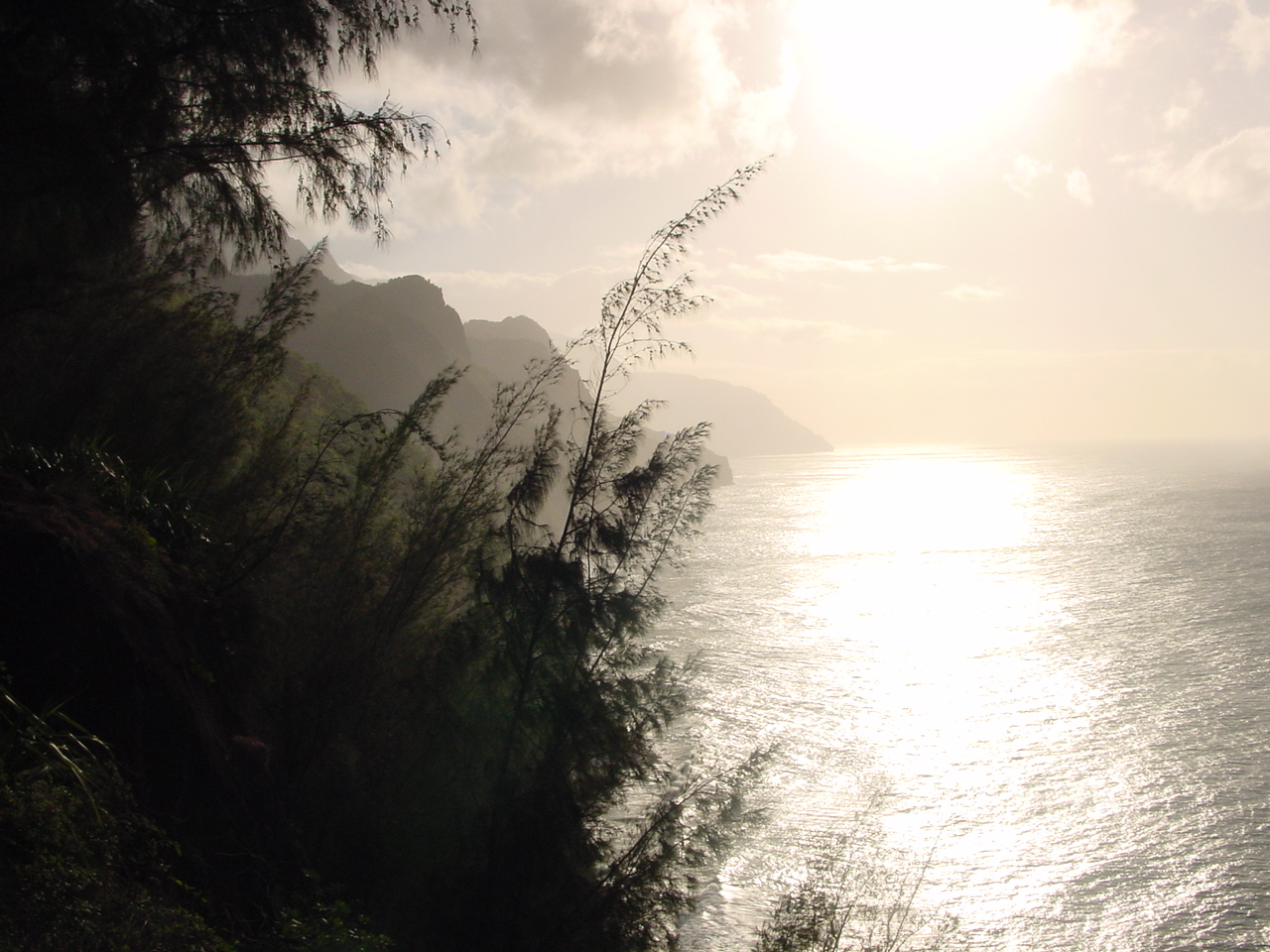
夏威夷納帕利海岸（Na Pali Coast）沿岸的的山谷是部落的住所，她們只會對周圍的自然美景進行少量改變。

地球為太陽系第五大行星，距離太陽第三近的行星，它是目前人类在宇宙中唯一已知有生命栖息的行星。

#### 地球科學
地球氣候的最顯著特徵為它廣大的兩極地區、兩個較狹窄的溫帶地區、及廣闊的赤道熱帶和亞熱帶地區。降水模式依據位置不同而有很大改變，由每年降雨數米至不足一毫米。地球表面71%的地方被水所覆蓋。其餘地方為大陸和島嶼，大部分的人類聚居地位於北半球。

#### 地球結構
固體地球在地質及生物過程中演化並留下原本情況的痕跡。地殼分為幾個板塊，它們在地質年代間漸漸在表面移動，其中幾次更移動得較快。行星內部維持活躍，厚厚的一層熔化了的地幔及充滿鐵的地核製造出磁場。

#### 大氣情況
地球的大氣情況因為生命體的出現而產生了巨大轉變，並促成了稳定表面環境的生態平衡。雖然因為緯度的不同及其他地理因素而令氣候有很大的不同，在兩個冰河時期間的長期平均全球氣候仍然頗為稳定，而全球平均溫度的一兩度轉變在歷史上對生態平衡及地球地理有顯著影響。

### 歷史觀點

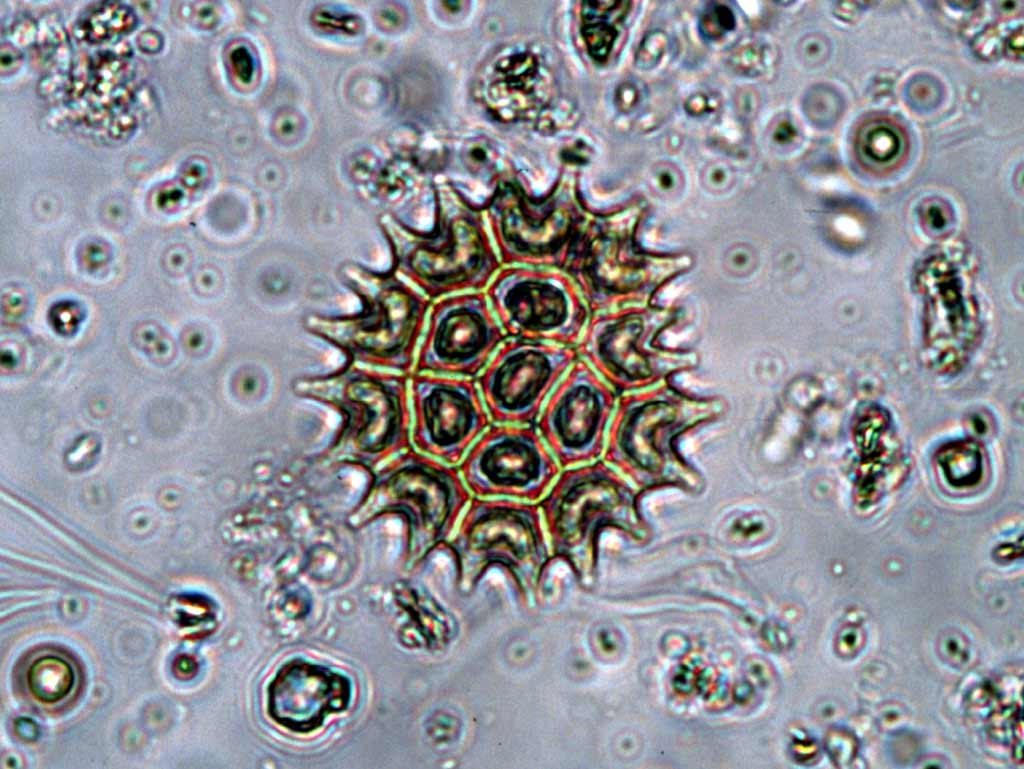
二角盤星藻（Pediastrum boryanum）。浮游生物成為自然一部分已經至少有20億年歷史

#### 行星形成
依據現今證據，科學家重組了行星過去的詳細資料。地球估計在45.5億年前從太陽星雲中與太陽及其他行星一同形成。月球在不久之後亦形成（約在地球形成2千萬年後，即45.3億年前）。

#### 水的起源
行星熔化了的外層冷卻後，形成固體的地殼。在經歷出氣（Outgassing）活動及火山活動後形成了原始的大氣。由彗星運送的冰膨脹形成水蒸氣，水蒸氣凝結後形成海洋，詳見地球水的起源（Origin of water on Earth）。高能量的化學反應被認為在40億年前製成一個能夠自我複製的分子。

#### 超大陸的組合與分離
地球表面在幾億年間改變自身外形，令大陸形成後分離及再形成，間中組合而成一個超大陸。約在7.5億年前，以知最早的超大陸羅迪尼亞開始分離。这些大陸之後再組合而成超大陸潘諾西亞，而潘諾西亞約在5.4億年前又再次分離，之後再組合而成超大陸盤古大陸，而盤古大陸亦在1.8億年前分離。

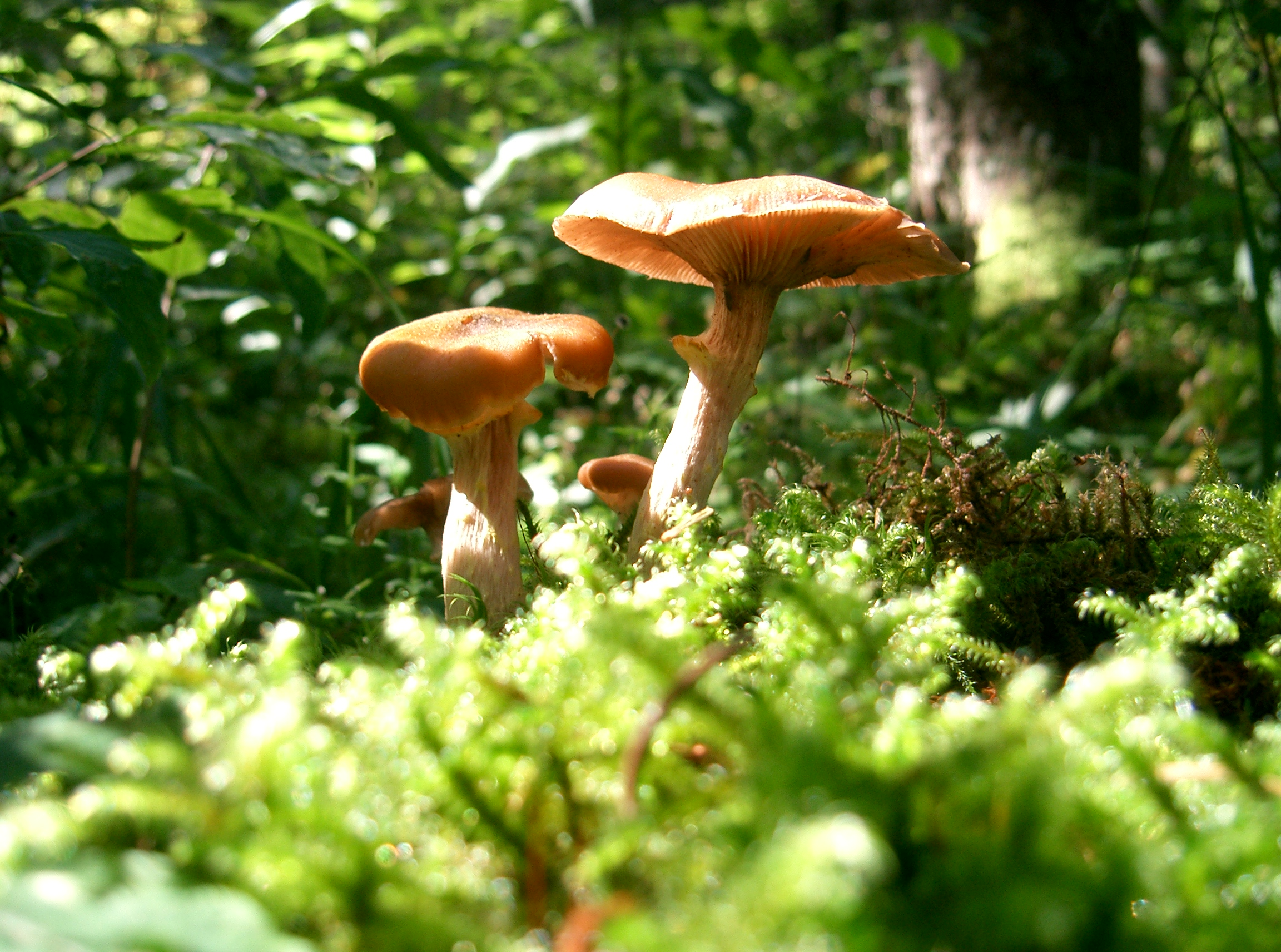
陸上植物及真菌在4億年前已經是地球上自然的一部分。她們在大陸及氣候改變期間有必要適應及遷移很多次。

#### 生命的起源
雖然科学界仍然在讨论这个话题，但是有顯著證據顯示一個在新元古代發生的嚴重冰川作用令一層大冰原（Ice sheet）覆蓋行星大部分地區。以上假設被稱為“雪球地球”，而“雪球地球”亦在寒武紀大爆發中引起特別關注，因為多細胞生物在5.3-5.4億形成後開始增殖（Proliferation）。

#### 生物滅絕的發生
自從寒武紀大爆發以來，五個獨立的大型生物集群滅絕被確認。
最後一次大型生物集群滅絕發生在6千5百萬年前，當時一個隕石在白堊紀末期撞擊地球後引起非鸟恐龍及其他大型爬蟲類的絕種，而一些小動物如像鼩鼱的哺乳動物則仍然存活。在過去的6千5百萬年間的，哺乳動物變得更多元化。

#### 人類產生
在幾百萬年前，其中一種非洲的猿能夠站立起來。期後人類生命體的出現、農業的發展及進一步的文明容許人類以一個比之前的生命體更快的速度去改變地球，同時影響了自然、其他生物的數量與及全球氣候（與此相比起來，在成鐵紀因為藻類引起的大氧化事件（Oxygen Catastrophe）需要3億年去達到最高點）。

#### 人類與生物圈的相互影響
現今時代亦被分類為生物集群滅絕事件的一部分，稱為全新世滅絕事件，并以前所未有的速度進行。部分學者如哈佛大學的艾德華·威爾森預計人類破壞了的生物圈可以令一半的物種在100年內滅絕。這次滅絕的規模仍然由生物學家研究及討論中。

### 大氣層、氣候與天氣

#### 大氣層成分及結構
地球的大氣層是維持行星生態系統的主要因素。薄薄的一層氣體因為地心吸力的關係包裹著地球。乾燥的空氣包括78%氮、21%氧、1%氬及其他惰性氣體、二氧化碳等；但空氣中亦包含不同數量的水蒸氣。海拔越高，往往大氣壓力越小，大氣標高約為8公里；即在海拔8公里的大氣的壓力，為地球表面的0.37倍。。地球大氣層中的臭氧層阻擋了的太陽光中紫外線（UV）的99%；由於DNA很容易會被紫外線破壞，臭氧層保護了地球表面的生命。大氣層同時亦在晚間不讓熱力散發，減低日夜溫差。

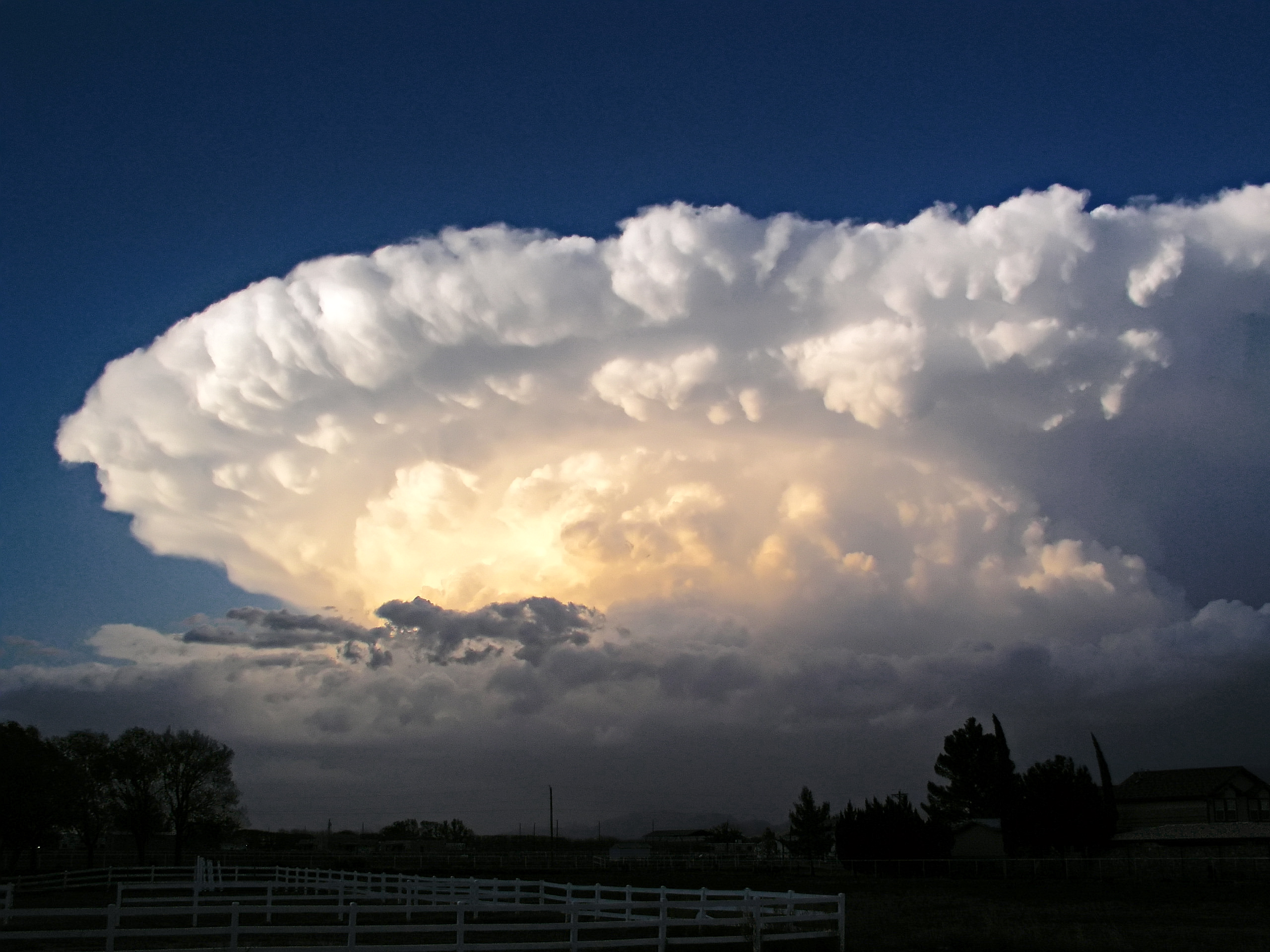
一個在雷暴形成過程當中的超級胞（supercell）。

#### 恆溫作用
地球上的天氣幾乎全都在對流層發生，並形成一個對流系統去再分散熱力。洋流是另一個影響氣候的因素，特別是主要水下的溫鹽環流，她把熱能由赤道的海洋傳送至極地。這些洋流有助調和溫帶地區的冬夏兩季的溫差。此外，如果沒有大氣層及洋流對熱能作出再度分配的話，熱帶地區將會過熱，而極地則會過冷。

#### 天氣災害
天氣同時能帶來有益和有害的效果。極端氣候（Extreme Weather）如：龍捲風、颶風及氣旋能夠沿途釋放大量能量，並造成破壞。表面植被演化成依賴天氣的季節性轉變，所以當只有為期幾年的突然轉變發生時，便會為植物及依賴其為食物的動物帶來巨大影響。

#### 氣候轉變
行星氣候是天氣長期趨勢的量度。不同的因素可以影響氣候變化，包括洋流、表面反照率、溫室氣體、太陽光度轉變及行星軌道轉變。依據歷史檔案，地球在過去曾經經歷過巨大的氣候轉變，包括冰河時期。

#### 地區性氣候
地區的氣候依不同因素而定，特別是緯度。當相近的氣候屬性在一個緯度帶的表面形成，便成為一個氣候區。有很多這些區域存在，由位於赤道的熱帶氣候至南北兩極的寒帶。天氣亦受季節影響，而季節的成因為地球的自轉軸相對軌道面有軸傾斜。故在冬夏兩季的任何時間，行星的一面會更直接受到太陽光照射。此暴露於照射的情況會因為地球公轉而互相交替。無論在任何時間，不論季節，北半球與南半球都會遇到相反的季節。

#### 總體氣候情況
天氣是一個混沌系統，即依照自然環境的微小改變而不斷變化，所以氣象學現在的準確度只能夠限制在幾天以內。總括說來，兩個全球性的現象正在發生：（1）平均溫度正在上升；及（2）地區性氣候有顯著的轉變。

## 生命

雌性綠頭鴨和幼鴨──繁殖是延續生命的要點

### 概論

#### 生命的普遍定義
雖然沒有公認的生命定義，科學家普遍接受生命的生物特徵是有機體、新陳代謝、細胞生長、適應性、對刺激有反應及繁殖。生命亦可以被簡單視為生物的特徵狀態。

#### 現存生物的性質
地球上的生物（植物、動物、真菌、原生生物、古菌及細菌）的共同性質有均是由細胞組成、以碳和水為基礎形成複雜組織、有新陳代謝、有生長的空間、對刺激有反應及能夠繁殖。一個個體如果有以上的性質普遍會被視為生命。但是並不是所有生命的定義都視以上的性質為必須的。人工生命可能亦被算是生命。

#### 生物圈
生物圈為地球外殼的一部分──包括空氣、土地、表面岩石及水──在她們當中生命开始產生，而生物過程在當中亦會改變及轉化。由最廣的地球生理学的觀點來看，生物圈是融合全球所有生命及她們的相互關係的生態系統，包括與岩石圈、水文圈、大氣層的相互關係。現在整個地球有超過750億噸（150兆磅，即約6.8 x 1013 公斤）的生物質能，在不同環境的生物圈生活著。

#### 生物種類分佈
在地球上超過十分之九的生物質能是生產者，而消費者則依賴她們才能夠生存。超過二百萬的動植物生物物種在現今被確認，而估計現存物種的實際數字範圍由幾百萬至超過五千萬。獨立物種的數量維持長期波動，因為新物種的出現及其他物種的絕種不停會發生。而現今物種的總數則快速下降。

### 演化

#### 生命的出現
我們所知的生命現今只能夠在地球上發現。人类对生命起源这一问题仍然知之甚少，但她被認為發生在大約35至39億年前，在冥古宙或太古代期間在一個環境與現在有在本質上差異的原始地球上。在那時的生命體有基本自我複製及遺傳特性。自從生命出現後，進化過程便透過自然選擇形成更多元化的生命體。

#### 被環境遺下的物種
不能再適應環境改變及其他物種競爭的物種便會絕種。但是很多這些久遠物種遺下的化石可以做为她們存在过的證據。現在化石及DNA證據顯示所有存在的物種可以追蹤一個連續的系譜至最初的原始生命體。

#### 遷移至地上
光合作用在全球基礎植物生命體的出現令獲得太陽的能量便成可能，從而製造一個容許更複雜生物生存的情況。其製成品氧氣在大氣層累積，從而促成臭氧層。在較大的細胞併入較小的細胞形成內共生生物即真核生物。在集群中的細胞變得更為專門化，成為真正的多細胞生物。因為臭氧層吸
收掉有害的紫外線的關係，生命開始在地上殖民。

### 微生物

#### 種類
在地球上最初的生物是微生物，而她們維持着地球唯一的生物形態的地位直到十億年前多細胞生物的出現才告終結。微生物是單細胞生物比人類肉眼可見的大小還要小很多。她們包括細菌、真菌、古菌及原生生物。

#### 特性
這種生命體在地球上任何有液態水的地點都可以找到，包括地球岩石內部。她們能够快速、大量地繁殖。高突變率及基因水平轉移能力的組合下令她們拥有高度的適應性，亦可以令她們能夠在新環境生存，包括外太空。她們形成行星生態系統的一個必要部分但是部分微生物是病原體，引致其他生物的健康危機。

### 植物與動物

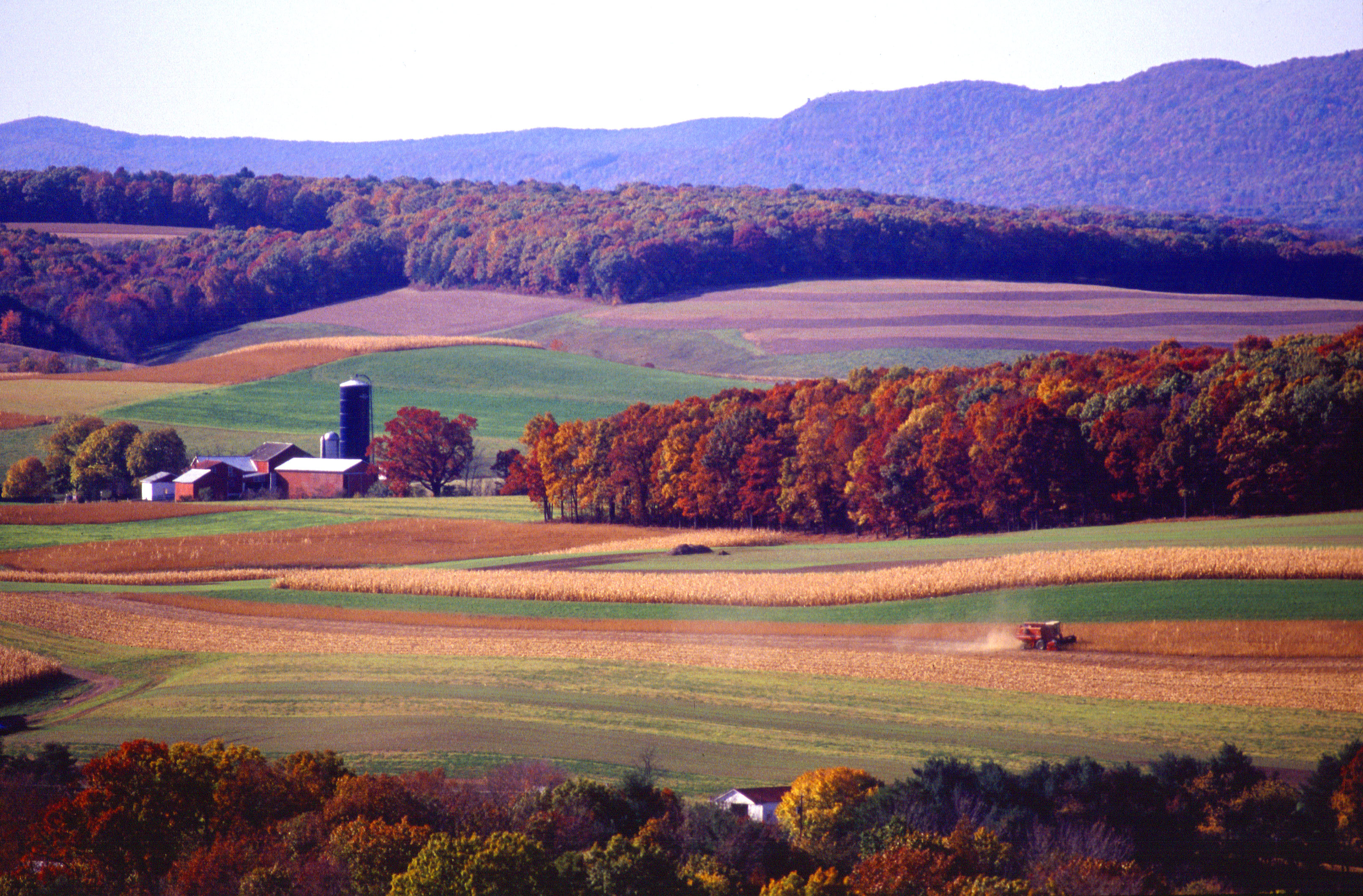
一個自然與人工環境的匯合點。

#### 兩者的分野
植物與動物的分野並不明顯，有部分分類的生命在他們兩者之間。最初亞里士多德以不能移動的生物為植物，此外均是動物。以上兩者在卡爾·林奈之系統中成為植物界及動物界。自此以後，原本植物的界定中包含了很多不相關的組別的事實漸漸清楚。但那些分類在部分情況下仍然被視為植物。細菌生物有時被算為植物相，而部分則將其分為細菌區系（Bacterial Flora），從植物區系分別開來。

#### 地區區系
在眾多植物分類方法中，地區區系依研究目的的不同可以包括在上一個紀元的植物殘餘物形成的化石植物。在很多地區及國家的人們以她們獨特的植物區系為榮，而那些植物區系在全球依據氣候及地形不同可以有很大改變。

#### 地區區系的分類
地區區系普遍分類為“本土植物”、“農業及園藝植物”，後者是有意培植和耕耘的。部分“本土植物”實際上是幾世紀前由移居過來的人們由其他大陸帶入的，而成為帶入當地的自然或本土組成的一部分。以上是一個人類和自然的相互關係的例子，並令甚麼是自然的界定模糊化。

#### 人類左右的植物分類
植物的另一個分類在歷史上稱為“野草”。雖然此名稱在植物學家之間正式用作分類“無價值的”植物，非正式的“野草”則用作描述人類和社會在改變及塑造自然的方法趨勢中被視為可以拋棄的植物。同樣地，動物亦依據她們與人類生活的關係會被分類為“家養動物”、“農場動物”、“野生動物”、“有害動物”等。

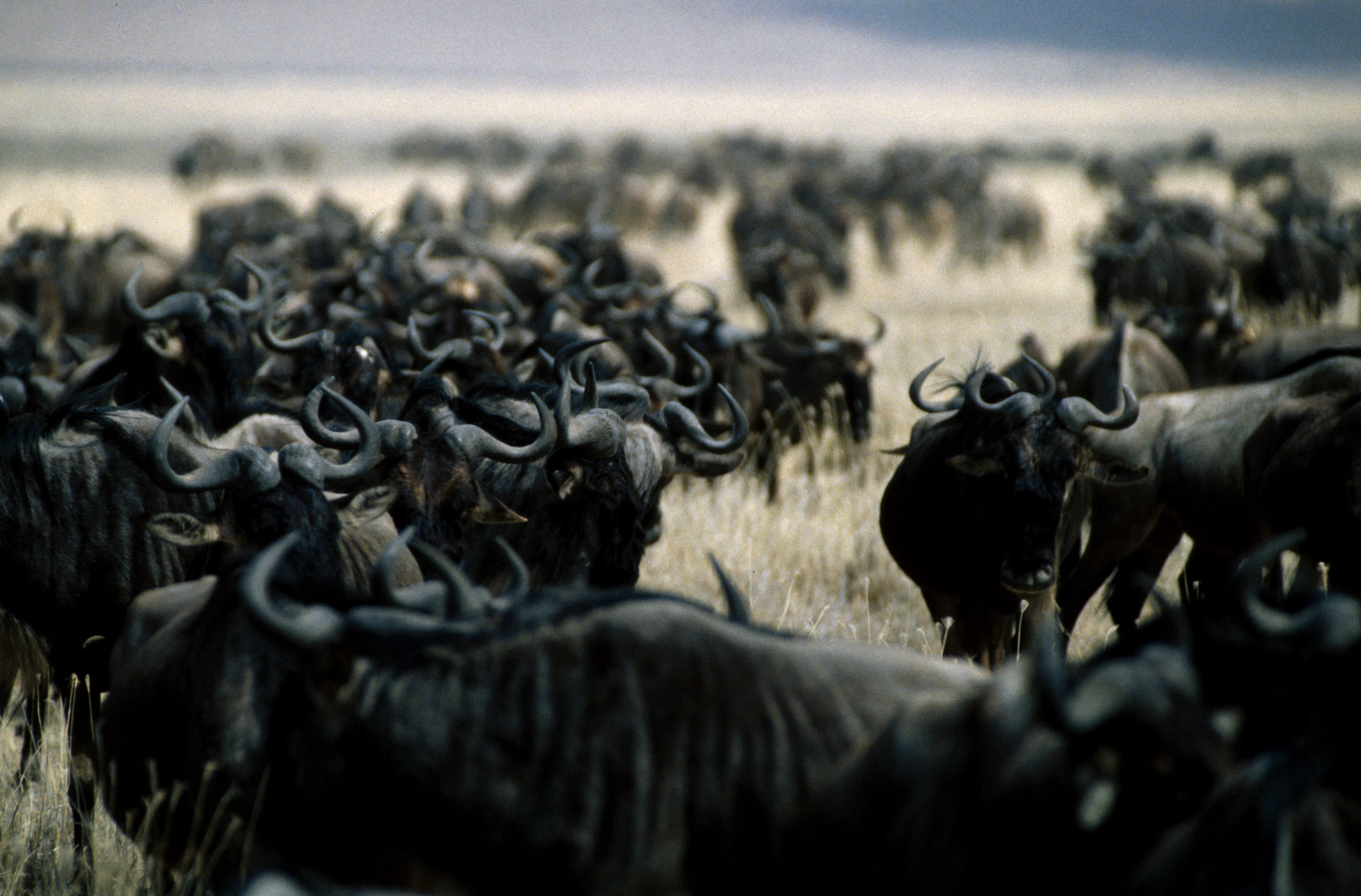
坦桑尼亞恩戈羅恩戈羅保護區（Ngorongoro Conservation Area）的角馬。注意其聚集的趨勢，為一個羊群行為（herd behavior）的天然示範。

#### 動物的分類
動物是一個有多種特徵並通常與其他生物分開的分類，但是科學家們並不是以其有腳部或有翼而與有根部及有葉的生物分別開來。動物是真核生物並通常為多細胞生物，特別例子如黏體動物，與細菌、古菌及原生生物分別開來。黏體動物為異養生物，通常在內室消化食物，使她們與植物及藻類分離。她們亦因為沒有細胞壁而與植物、藻類和真菌區別開來。

#### 特別的動物
有部分動物是例外的，特別顯著的有海綿，其身體分為個別的生物組織。她們擁有令她們收縮及控制活動的肌肉、令她們轉送和處理訊號的神經系統及通常有一個內部消化內室。所有動物的真核細胞被由膠原蛋白和彈性的糖蛋白形成的特別細胞外間質包圍。這些物質可能會鈣化形成像貝殼、骨頭及針骨（spicule）的結構，其構造令細胞可以在內部移動和在生長及成熟期間再重組，亦能夠支持機動性所需的複雜結構。

## 生態系統

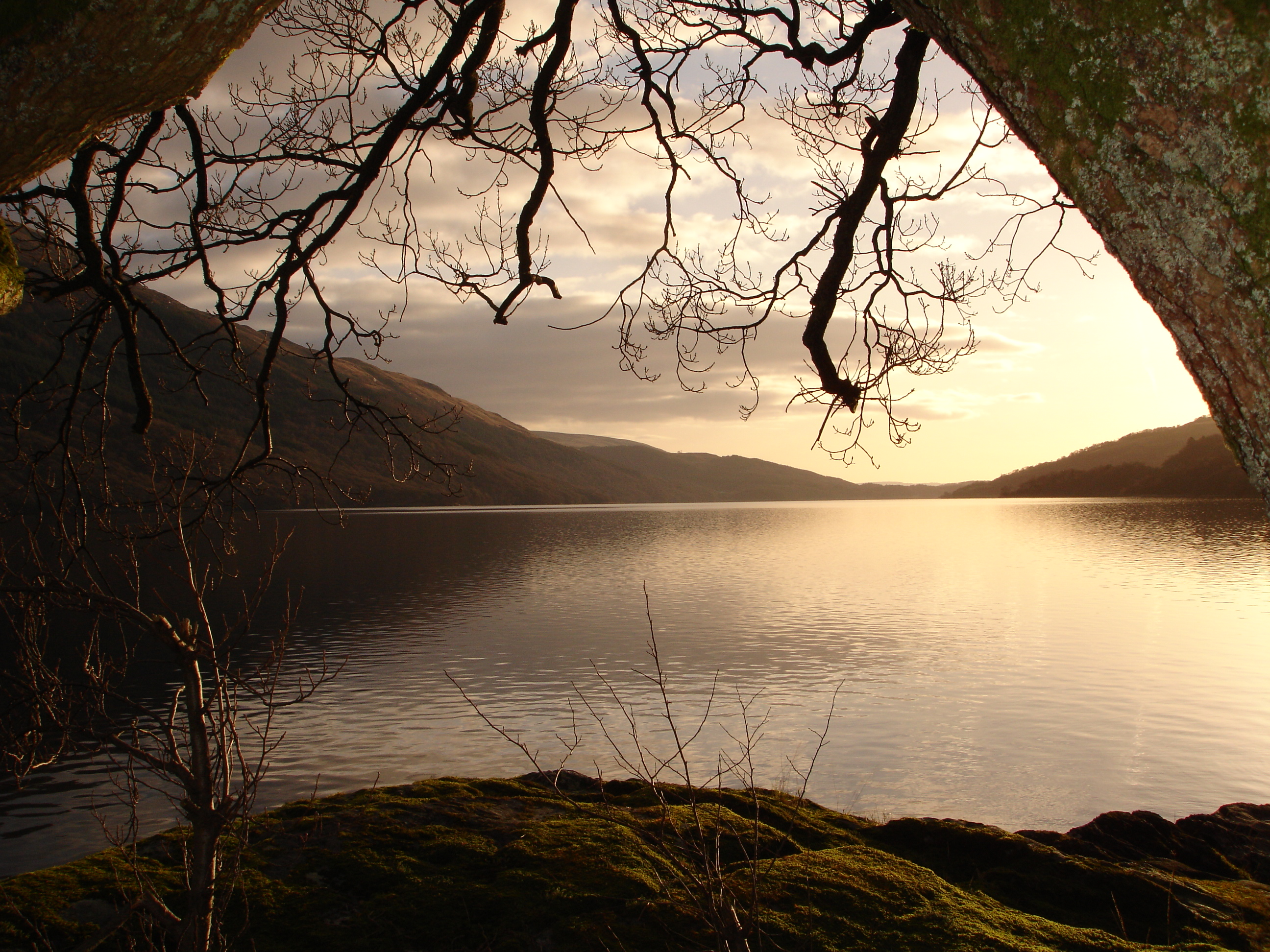
蘇格蘭洛蒙德湖形成了一個相對隔離的生態系統，湖中的魚類社群在長時間維持不變。

### 生態系統概念的萌芽
所有形態的生物都會和她們存在的環境及其他生命體互動。在二十世紀此假設引發了“生態系統”的概念，並定義其為在任何情況下的生物與環境間的相互作用。

### 生態系統的組成
生態系統由無生命的和有生命的部分組成，並已一個互相關聯的方式運作。其結構和成分受到眾多相關的環境因素所影響。這些因素的改變可以引起生態系統的轉變。部分較為重要的構成要素有：土壤、大氣層、太陽輻射、水及生物。

### 物種間的連繫
每種生物都與其他形成環境的元素有一個連續的關係。物種在生態系統中與其他物種在食物鏈中互相聯繫及依賴，並在她們及環境之間交換能量與物質。

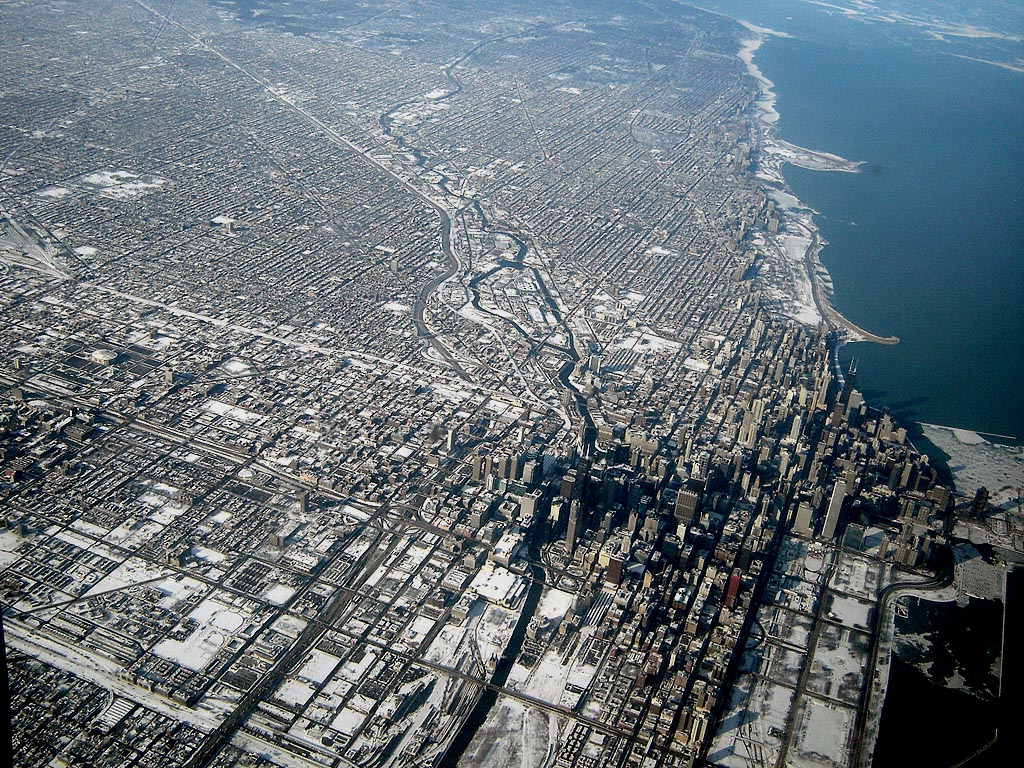
人類生態系統（human ecosystem）鳥瞰圖。圖中展示的是芝加哥。

### 生態系統區域概念
每一種物種都有忍受影響其生存、成功繁殖、能夠繼續茁壯成長及與環境持續互動的因素的極限。而這些物種亦會同時影響其他物種，甚至所有的生命。因此生態系統概念是研究的一個重要學科，透過研究能夠提供資訊決定人類生活應該如何進行互動從而容許不同生態系統能夠在未來持續下去而不是耗盡或無效率的提取。因為以上研究的目的，小規模的單位稱為微生態系統（microecosystem）。例如一块石頭及其下的所有生命都可以稱為生態系統。一個“宏觀生態系統”可以包含一個全部的生態區（ecoregion）及其流域。

### 生態系統研究專題
以下的生態系統是現在受到集中研究的例子：
- 大陸生態系統，如：“森林生態系統”、“草地生態系統”（如：乾草原或熱帶草原）或農業生態系統
- 內陸水文系統，例如：靜水（Lentic）生態系統如：湖泊、池塘，激流（Lotic）生態系統如河流
- 海洋生態系統

### 社區組合成的生態系統
另一個分類方式由社區的關係造成，例如人類生態系統（Human Ecosystem）。不同的特別動植物的區域組合中最能夠適應地區性自然環境、緯度、高度及地形被稱為生物群系。最廣義的分類方式把所有生命綜合視為一個類似能夠自我維持的生物。這個分類方式現在受到廣泛研究和分析，而因為其性質和有效性亦受到廣泛爭議。以上分類方式是一個受到地球科學研究的理論（非正式地稱為蓋亞理論）。

## 人類與自然的相互聯繫

### 概論

#### 人類影響自然的規模
雖然現在人類在全球生物質能只佔0.5%，人類對自然的影響卻相对来说要大得多。因為人為影響規模之大，除非在極端情況下，自然與人工環境的界線均變得含糊。就算是在極端情況下，不受可識別的人類影響的自然環境的分量現今漸漸以一個快速的步伐減少，甚至部分意見認為她們已經完全消失。

#### 人類對自然的威脅
人類種族的科技發展容許更大力度的天然資源開採，有助緩和部分天然災害帶來的危機。雖然有此進步，人類文明的命運仍然與環境緊密聯繫。在高科技與環境轉變之間有一個高度複雜的回饋環路，而此回饋環路只是以緩慢的步伐漸漸被世人了解。地球自然環境受到的人為威脅包括污染、伐林和例如漏油的災害。人類引致很多動植物物種的滅絕。

#### 人類影響自然的各種活動
人類利用自然作休閒和經濟活動。取得天然資源作工業用途，是世界經濟系統的一個主要部分。部分活動會被作為生計及休閒目的，例如打獵和捕魚等。農業在前9千年開始發展。自然在提供食物、能源各方面影響著經濟財富。

#### 人類利用植物的原因
雖然早期的人類收集未經耕種的植物物料作食物和利用植物的藥性作治療，現代人類主要利用植物作農產品。开垦土地作為作物生長的场所令濕地和森林的數目減少，使部分動植物失去棲息地。

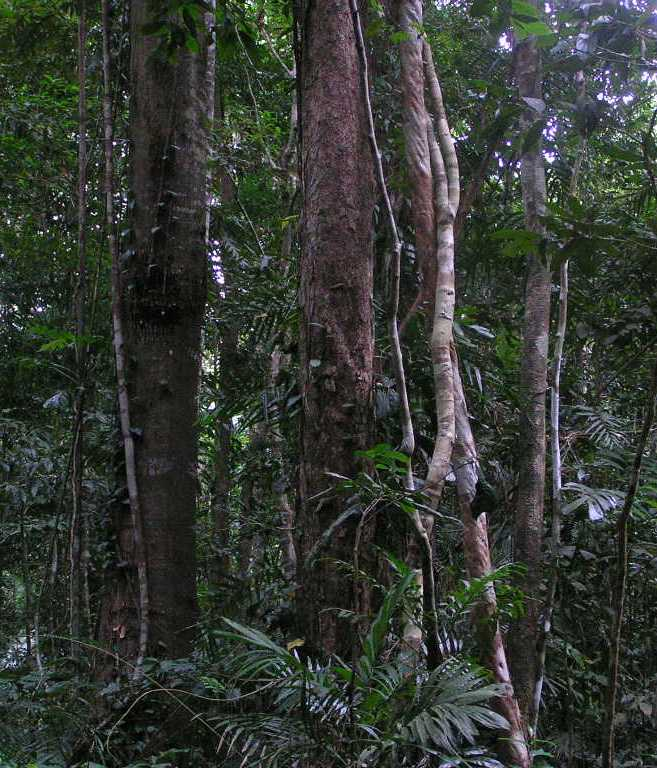
在澳大利亞昆士蘭州黛恩樹雨林（Daintree Rainforest）的一個荒野地區。

### 荒野
荒野通常被認為是未受到人類活動直接改變的地球上的自然環境。生態學家認為荒野地區為行星自身維持的天然生態系統（即生物圈）。荒野的英文“Wilderness”源自概念原始（Wildness）；另一角度即非人力所控制的。“Wilderness”的語源來自古英語“wildeornes”，而此字由意義為野獸的“Wildeor”（wildeor = wild + deor = beast, deer）引申出來。由此觀點看來，因為地方足夠原始才能成為荒野。僅僅是人類活動的存在並不影响地方成為荒野的資格。很多生態系統在現在或曾經由人類聚居或受人類影響可能仍被視為荒野。如果自然過程仍未受到顯著的人類干預，其運作的地區亦會根據以上觀點而被視為荒野。

## 自然美景

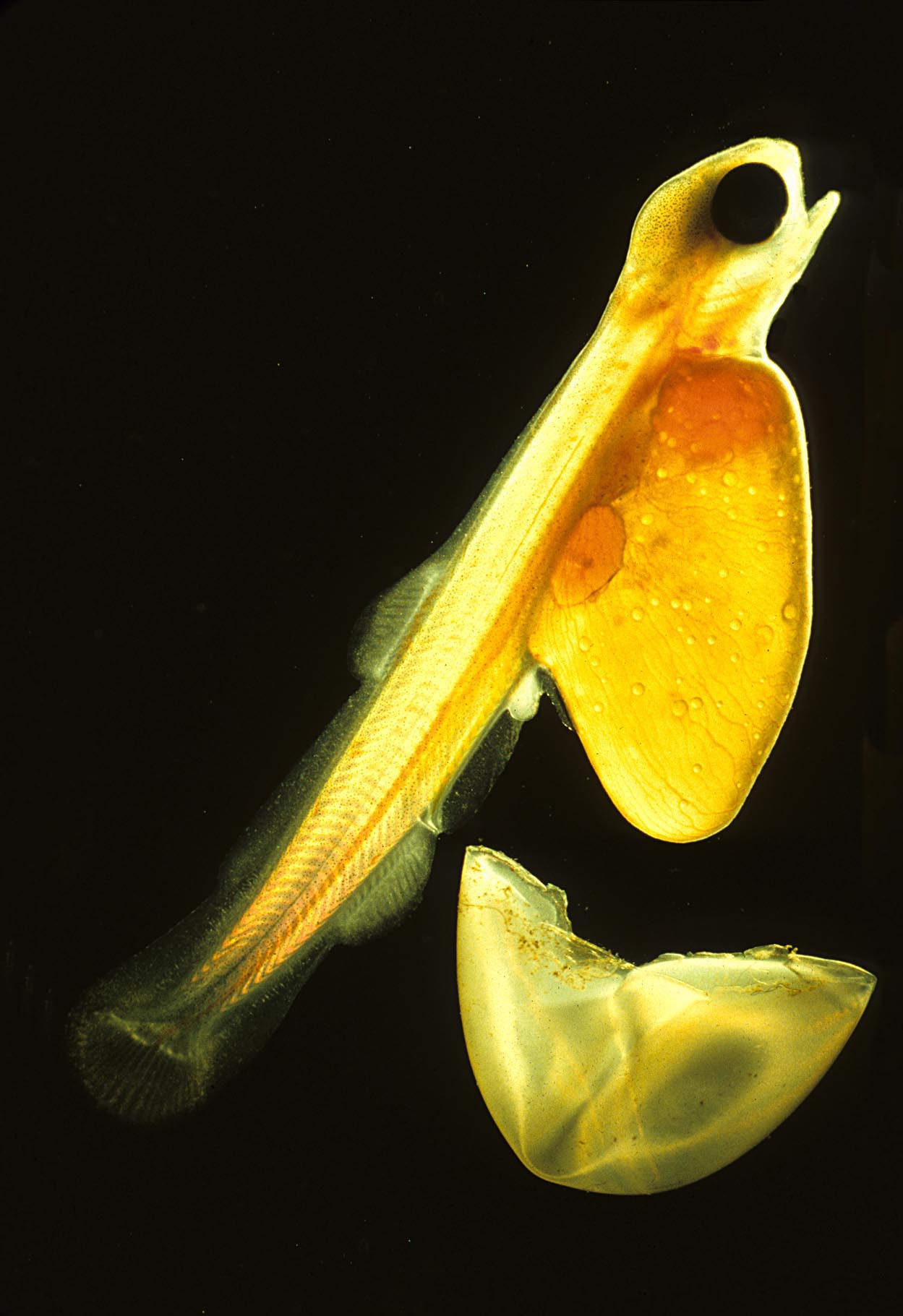
三文魚魚苗孵出。拉丁文"natura"（nature）的根源是由"nasci"（意為誕生）引伸出的"natus"。

### 自然美的定義
自然美景長久以來都是生活及藝術的主題之一，而有關自然美景的書籍更是佔據了圖書館和書店的不少地方。自然經由很多藝術、攝影、詩歌及其他文學作品所描绘和讚美，表達出了很多人從自然和其美麗所聯想起的力量。究竟此關聯何以存在？而此關聯又包含著甚麼？以上的問題由哲學的分支學科美學所研究。除了部分很多哲學家同意的基本特徵外，關於何謂美的意見事實上是繁多的。

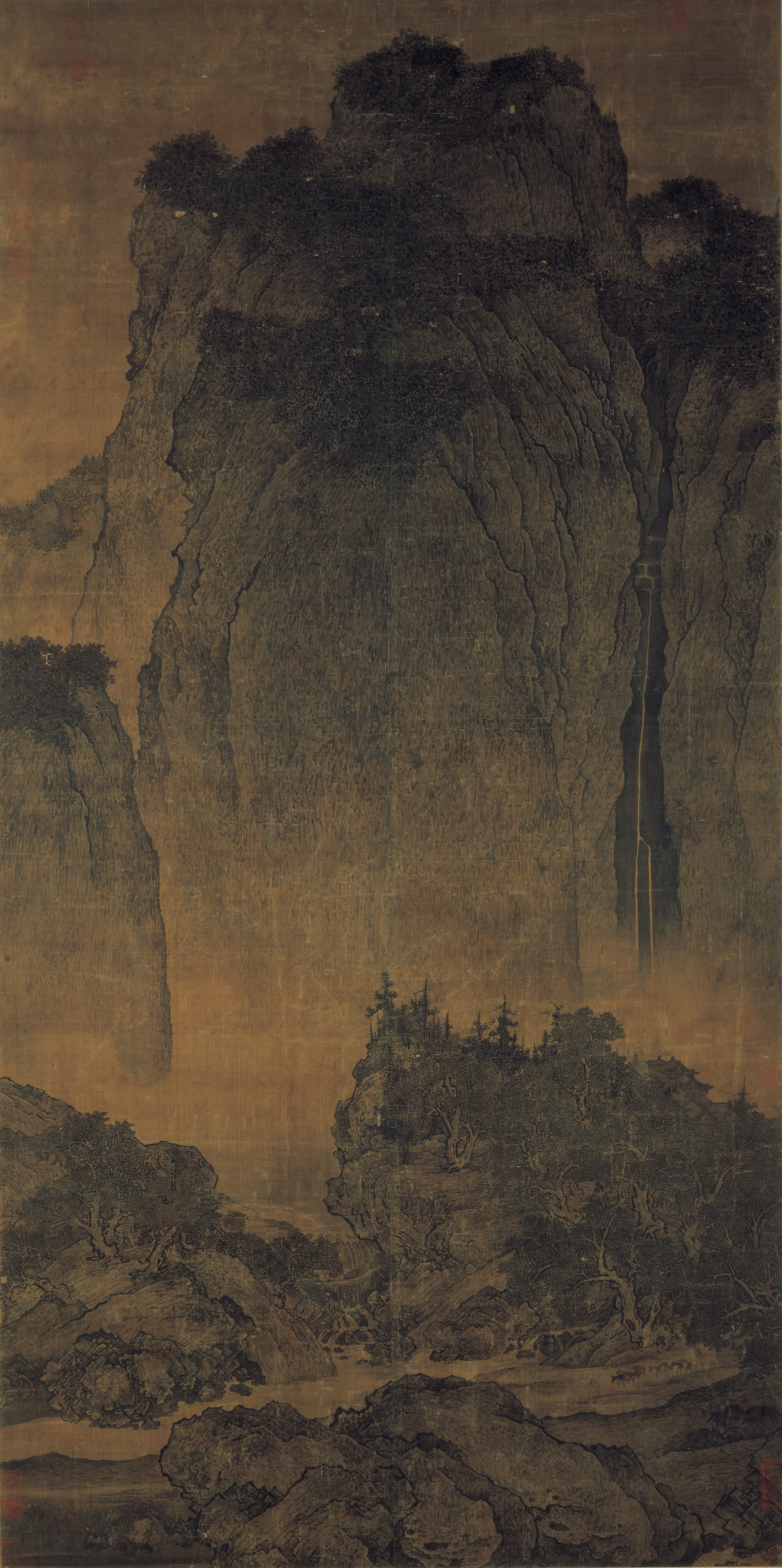
宋朝范寬（c. 970–1020）的畫作。

### 中國作為自然藝術的始祖
在視覺藝術的觀點看來，自然與荒野為世界歷史不同時代的一個重要主題。早期傳統的風景藝術由中國的唐朝藝術（618-907）開始。以“像真”形式表達自然的傳統成為中國畫的目的之一，同時亦對亞洲藝術有著重大影響。藝術家學會以“自然為一個整體、以自身對自然道理的基本理解……就像是以鳥類的眼睛去看著自然”的看法去描繪山水。在13世紀，宋朝至元朝間饒自然《繪宗十二忌》指出“風景缺乏佈局便不能表達自然景象”（境無夷險）為十二種繪畫時應該避免的要點之一。

### 自然藝術在西方文化中融合
西方文化中荒野概念的本質價值在18世紀，特別是在浪漫主義中的作品開始冒起。大不列顛王國藝術家約翰·康斯特勃和約瑟夫·瑪羅德·威廉·透納把他們的注意力集中在捕捉自然世界的美之上。在此之前，畫作主要對象為宗教場景或是人物。威廉·華茲華斯詩句表达出了對自然世界的驚歎，而自然在以往被視為威脅的存在。漸漸地自然價值成為西方文化的一部分。以上的藝術運動巧合地與超驗主義運動在西方世界中同時發生。

### 科學與自然的美
很多以更專門和更有組織去研究自然的科學家亦都有自然是美的信念；法國數學家龐加萊（1854-1912）指出： 
|  | 科學家不去研究自然因為她們是有幫助的；他研究自然因為自然使他高興。如果自然不美的話，她並不值得去認識，而如果自然不值得去認識，生命就不值得去認識。顯然我在此說的不是沖擊感官的美，即質素與外表的美；我並不是低估以上的美，一點也不，但是那些美與科學毫無關係；我的意思是這種來自各個部件的和諧排列、與及一種純粹的智慧能夠領會的深刻的美。 |

### 自然美態的各種思想
一種常见的唯美藝術的經典概念为“摹仿”（mimesis），是指對自然的一種模仿。而另一個在自然美的領域的思想是完美，是經由對稱、平均分配、與及其他有關完美的數學相論（Theory of Forms）和見解。

## 物質與能量

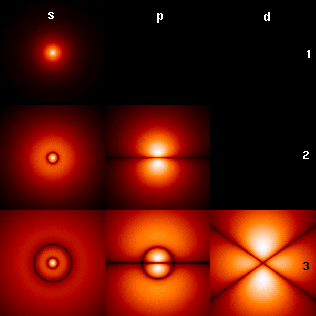
以橫切面及彩色編碼概率密度顯示的最初幾個氫原子電子雲

### 部分科學中的自然
部分科學的學科認為自然是正在運動的物質，依據科學追求認識的基礎自然定律運行。因此最基礎的科學被認為是物理──其名稱仍然被認為意義是自然的研究。

### 宇宙的物理成分
物質普遍被定義為物理形成的本體。她構成了可觀測宇宙。宇宙中可見的成分現在相信只佔全部質量的4%。其餘成分相信包括23%的冷的暗物質及73%的暗能量。那些成分的實際性質仍然不明，並由物理學家密集的研究中。

### 物理定律與常數
在可觀測宇宙的物質與能量的行為像是跟隨定義明確的物理定律。這些定律被用作製作物理宇宙學的模型，而那些模型則成功地解釋了我們可見宇宙的結構和演化。物理定律的數學表達方式共利用了表面上在可見宇宙是固定的二十個物理常數。那些常數數值受到小心的量度，但她們的特定數值仍然是一個謎。

## 遠離地球的自然

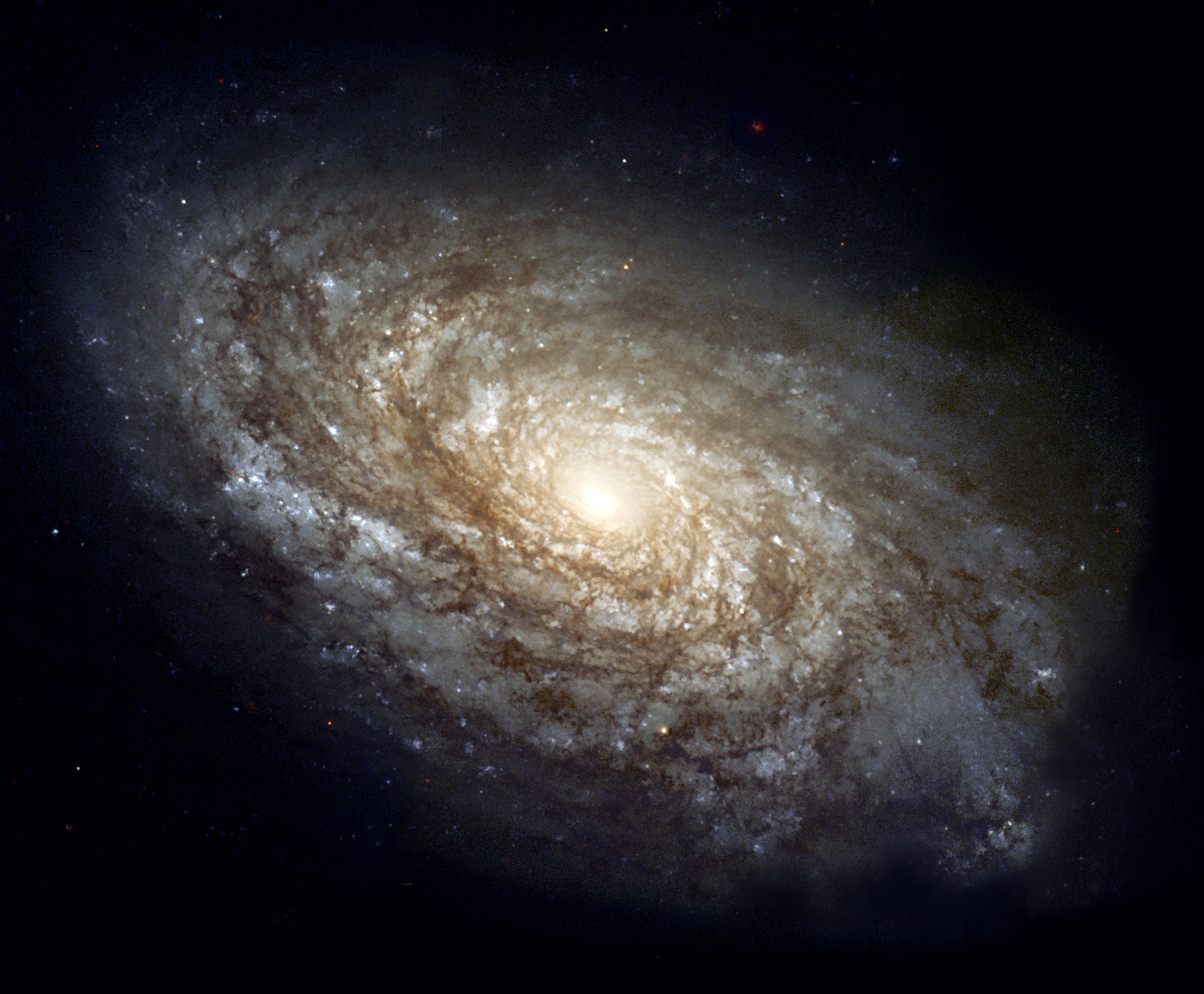
NGC 4414，一個在后髮座的典型螺旋星系，直徑約為56,000光年及距離約6000萬光年。

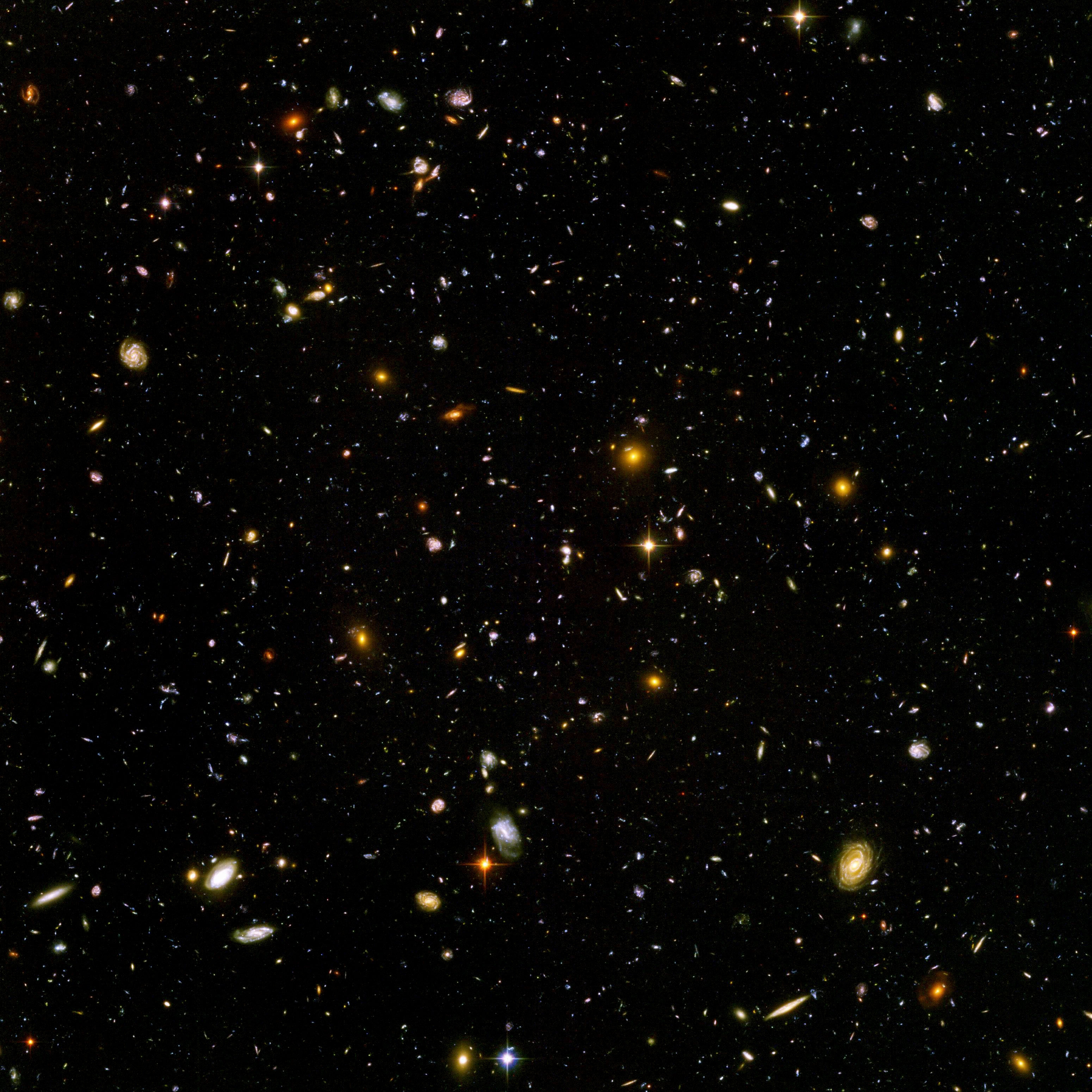
由哈勃超深空拍攝的最深遠的宇宙可見光影像。圖像鳴謝：NASA，ESA，S. Beckwith（空間望遠鏡研究所）及哈勃超深空團隊。

### 外太空與大氣層的分野
外太空，亦被簡單稱為宇宙，指宇宙中在天體大氣層外相對真空的空間。“外”太空用作與領空（及地面位置）作出分野。地球大氣層與太空並沒有明確的分野，因為大氣層會漸漸依高度上升而變得稀薄。太陽系內的外太空稱為行星際空間（Interplanetary Space），在此之外越過星際物質後會進入太陽圈。

### 外太空的成分
外太空固然有很多空間，但與真空則相差很遠。外太空被有機化學分子稀疏地填滿，而那些分子的發現則歸功於轉動光譜學（Rotational Spectroscopy）及宇宙微波背景輻射。那些分子有的由大爆炸殘留下來、有的為宇宙起源已經存在、有的分子則是由離子化的原子核及次原子粒子組成的宇宙射線。空間中亦有部分氣體、等離子、灰塵及流星體。另外，現在外太空亦含有人類生命的跡象，例如由之前載人及非載人的升空物資，並可能对航天器構成危險。部分太空垃圾會定期再次進入大氣層。

### 外星生命

#### 類地行星生命的可能
雖然地球是現在唯一一個已知在太陽系內能夠維持生命的星球，現今的證據顯示遠古火星表面擁有液態水體。在火星歷史中一段短暫的時期內，亦有可能形成生命。但是現在火星大部分水源已經凍結。如果生命在火星存在的話，她們最有可能是在液態水還有可能存在的地底下。其他類地行星如水星及金星，在已知情況看來則對於維持生命太過嚴峻。但是現在推測木星第四大衛星木衛二可能擁有一個表面下的液態水及可能包含生命。

#### 太陽系外生命的可能
最近，瑞士天文学家斯特凡·烏德里（Stéphane Udry）的團隊發現了一個称作Gliese 581 c的新行星，这是一颗以紅矮星Gliese 581運轉的太陽系外行星。Gliese 581 c似乎在恆星周圍空間的適居帶內，所以依據現有知識有可能有生命存在。